# فیومیچینو
شهر فیومیچینو (به ایتالیایی: Fiumicino) با جمعیت ۶۳٬۶۲۳ نفر در ناحیه لاتزیو در کشور ایتالیا واقع شده‌است.